# Чистая Дуброва
Чистая Дуброва — село в Весьегонском муниципальном округе Тверской области. 

## География
Село расположено в 20 километрах к югу от Весьегонска и находится на берегу речки Смородинки, на шоссе Весьегонск — Брейтово.

## История
Основана на месте вымерзшей дубравы в XVI веке. Первое упоминание относится к 1562 году. В 1799 году в селе была построена деревянная Покровская церковь с 3 престолами, метрические книги с 1780 года.
В середине XIX века село являлось центром одноимённого прихода Чамеровской волости Весьегонского уезда, основное население села составляли тверские карелы. В конце XIX века основными занятиями жителей деревни были заготовка леса и дров, плотничество, извоз.
В 1799 году была построена деревянная церковь, сгоревшая в 1951 году. В 1882 году был построен храм Покрова Богородицы. Это был пятиглавый, обнесённый каменной оградой храм. Во время СССР он использовался как склад, а потом и вовсе был разрушен. Осталась только колокольня.
В 1919 году в селе имелись школа, клуб, лавка, кооператив.
В 1927 году село являлось центром Чамеровской волости и сельсовета Весьегонского уезда.
В 1950 году в селе имелись также маслозавод, пекарня, кинотеатр, колхоз.

## Население
| 1859 | 1889 | 1919 | 1997 | 2007 | 2010 |
| ---- | ---- | ---- | ---- | ---- | ---- |
| 397  | →397 | ↗432 | ↘147 | ↘107 | ↘92  |

## Инфраструктура
В селе находятся центральная усадьба сельхозкооператива «Пример», дом культуры, библиотека, фельдшерско-акушерский пункт, отделение почтовой связи, магазин, клуб.

## Достопримечательности
В селе сохранилась колокольня церкви Покрова Богородицы 1882 года постройки, придорожная копилка-часовенка постройки начала XX века.